# Sint-Willibrorduskapel (Meldert)
De Sint-Willibrorduskapel is een betreedbare kapel aan de Pastorijstraat te Meldert.
Volgens Willem van Ryekel (1219-1272), die abt van de Abdij van Sint-Truiden was, zou Sint-Willibrord in Meldert over eigendommen beschikken (usque ad allodium sancti Willibrordi apud Meldert). De kapel zou in 1349 zijn gebouwd, en werd ook vermeld in 1559 en 1687. De huidige kapel dateert van 1780. Dit jaartal is met muurankers aangegeven.
Het is een eenvoudig, rechthoekig, bakstenen gebouwtje, dat gepleisterd is en gedekt door een sterk gebogen en zeer steil zadeldak. De apsis is driezijdig.
Het kapelletje heeft een eenvoudig Willibrordusbeeld en er zijn enkele metalen ex voto's. De heilige werd onder meer tegen zweren aangeroepen.